# Spinipogon atrox
Spinipogon atrox är en fjärilsart som beskrevs av Józef Razowski och Becker 1983. Spinipogon atrox ingår i släktet Spinipogon och familjen vecklare. Inga underarter finns listade i Catalogue of Life.